# Shaun Maloney
Shaun Richard Maloney (* 24. Januar 1983 in Miri, Malaysia) ist ein ehemaliger schottischer Fußballspieler und nunmehriger Trainer.

## Karriere
Nach diversen Stationen als Jugendspieler landete der Stürmer im Alter von 16 Jahren bei Celtic Glasgow, wo er bald seinen ersten Profivertrag unterschrieb. Trotz seines enormen Talents kam Maloney nicht über den Status eines Einwechselspielers hinaus.
Erst seit Sommer 2005, unter dem neuen Trainer Gordon Strachan, hat er sich zu einem festen Bestandteil des Teams entwickelt und einen Stammplatz als linker Flügelstürmer erkämpft. Nach der Saison 2005/06 wurde Maloney gleichzeitig zum besten Spieler der Scottish Premier League und zum besten Nachwuchsspieler der SPL gewählt, was vorher noch keinem Spieler gelang. Insgesamt absolvierte er 104 Spiele und traf dabei 26 mal. Im Januar 2007 wurde er für 1,1 Millionen Pfund zum englischen Klub Aston Villa transferiert. Dort kam er jedoch bis zum Abschluss der Saison 2007/08 über den Status eines Ergänzungsspielers nicht hinaus und kehrte am 22. August 2008 zu Celtic zurück. Am 31. August 2011 wurde sein Wechsel zum Premier-League-Verein Wigan Athletic bekanntgegeben, wo Maloney einen Vertrag bis Ende Juni 2013 unterzeichnete. Der Vertrag wurde vorzeitig um zwei weitere Jahre bis 2015 verlängert. Von Januar bis August 2015 spielte er in den USA für Chicago Fire, bevor zum englischen Zweitligisten Hull City kam.
Maloney war von 2005 bis 2016 Teil der schottischen Nationalmannschaft.
Nach seinem Karriereende als Spieler trainierte er zwischen 2017 und 2018 die U20-Mannschaft von Celtic Glasgow. Im September 2018 wechselte Maloney in den Trainerstab der Belgischen Nationalmannschaft als Co-Trainer unter Roberto Martínez. Im Dezember 2021 wurde er neuer Cheftrainer beim schottischen Erstligisten Hibernian Edinburgh. Von dem Posten wurde er nur vier Monate später Mitte April 2022 wieder entbunden. Zuvor hatte er aus 19 Spielen nur sechs Siege errungen, dadurch eine Ligaplatzierung in der oberen Tabellenhälfte verfehlt und unmittelbar vor seiner Entlassung das Halbfinale im Scottish FA Cup 2021/22 gegen den Stadtrivalen Heart of Midlothian (Edinburgh Derby) verloren. Ende Januar 2023 wurde Maloney als neuer Cheftrainer bei seinem vormaligen Klub Wigan Athletic vorgestellt. Der Klub befand sich zum Zeitpunkt der Übernahme im Abstiegskampf der EFL Championship; Maloney unterzeichnete einen Vertrag über 3,5 Jahre.

## Erfolge
- mit Celtic Glasgow
  - Schottischer Meister (5): 2001, 2002, 2004, 2006, 2007
  - Schottischer Pokalsieger (4): 2001, 2004, 2005, 2007, 2011
  - Schottischer Ligapokalsieger (3): 2001, 2006, 2009